# Saint-Christophe-en-Bourbonnais
 Saint-Christophe-en-Bourbonnais  es una población y comuna francesa, situada en la región de Auvernia, departamento de Allier, en el distrito de Vichy y cantón de Lapalisse.

## Historia
La comuna se denominó Saint-Christophe hasta el 31 de diciembre de 2022.

## Demografía
| 657 | 589 | 489 | 480 | 475 | 481 |
| Para los censos de 1962 a 1999 la población legal corresponde a la población sin duplicidades (Fuente: INSEE [Consultar]) |     |     |     |     |     |